# Massimo Caputo
Massimo Caputo (San Salvatore Monferrato, 28 luglio 1899 – Salò, 1º marzo 1968) è stato un giornalista italiano, per molti anni corrispondente a Berlino e Vienna a ridosso della seconda guerra mondiale nonché direttore e fondatore di giornali nell'immediato dopoguerra..

## Biografia
Nacque da Eugenio e da Eleonora Prevignano. Nel 1920 si laureò in giurisprudenza all'Università di Torino e subito intraprese la carriera giornalistica entrando nella redazione del quotidiano “La Stampa” diretto da Alfredo Frassati. Fu inviato a Vienna come corrispondente e, l'anno seguente, venne trasferito alla redazione romana del giornale dove rimase sino agli ultimi mesi del 1924 quando si dimise per passare a "Il Secolo", di cui pure fu corrispondente a Berlino dal 1925 al 1927 e poi a Vienna dal 1927 al 1935 e di nuovo a Berlino dal 1937 al 1940 anno in cui rientrò definitivamente in Italia per lavorare alla sede di Torino della “Gazzetta del Popolo” dove rimase fino al 25 luglio 1943. Successivamente, libero da incarichi di lavoro, dopo il  Proclama Badoglio dell'8 settembre 1943 si eclissò e fece vita clandestina. Fino a questa data il Caputo non si era interessato di politica interna italiana; aveva semplicemente "costruito" la sua carriera giornalistica come corrispondente estero e non era mai stato né un sostenitore del fascismo né un suo oppositore. Ad ogni buon conto, il 4 luglio 1945 fu messo dal CLN alla direzione della ‘’“Gazzetta del Popolo”’’ la cui testata era stata cambiata in "Gazzetta d'Italia"

Nel 1953 si presentò alle elezioni politiche nelle liste del Partito Liberale Italiano come candidato alla Camera dei deputati ma, per pochissimi voti, nel suo collegio fu sopravanzato per conto del suo partito dall’on. Giovanni Alpino. Nel giugno dello stesso anno il giornale fu acquistato per conto del suo partito dal senatore democristiano Teresio Guglielmone e, il 30 del mese, alla direzione venne messo Francesco Malgeri licenziando Massimo Caputo senza preavviso.
Quest'ultimo reagì tentando in proprio un'impresa giornalistica e fondò il periodico "Tutti" che, malgrado l'impegno personale profuso, non incontrò il favore del pubblico e dopo solo due anni di vita, nel 1955, cessò le pubblicazioni; amareggiato allora il Caputo si ritirò a Salò da dove collaborò occasionalmente al Corriere della Sera e dove morì il 1º marzo 1968.